# ハウシズ・イン・モーション
「ハウシズ・イン・モーション」（Houses in Motion）は、トーキング・ヘッズが1980年に発表した楽曲。4枚目のスタジオ・アルバム『リメイン・イン・ライト』に収録された。

## 概要
作詞作曲はデヴィッド・バーン、クリス・フランツ、ジェリー・ハリスン、ティナ・ウェイマスのメンバー4人とブライアン・イーノ。ジョン・ハッセルのブラス・ソロがある。
1980年10月8日に発売された4枚目のスタジオ・アルバム『リメイン・イン・ライト』に収録された。1981年5月にシングルカットされた。B面は『フィア・オブ・ミュージック』に収録されていた「エアー」。イギリスで50位、アイルランドで26位を記録した。
1982年3月発売のライブ・アルバム『實況録音盤』にライブ・バージョンが収録されている。